# Roger Pfund
Roger Pfund (* 28. Dezember 1943 in Bern; † 16. März 2024) war ein Schweizer Grafiker und Grafikdesigner.

## Leben und Werk
Roger Pfund machte seine Ausbildung zum Grafiker an der Kunstgewerbeschule in Bern. Er absolvierte ein Grafikerlehre bei Kurt Wirth. In den Jahren 1966, 1967 und 1968 erhielt er das Eidgenössische Stipendium für Angewandte Kunst. Ab 1969 erfolgte eine freie künstlerische Zusammenarbeit mit Elisabeth Pfund.
1970/1971 nahmen Roger und Elisabeth Pfund am Wettbewerb für einen Entwurf von neuen Banknoten teil. Die Schweizerische Nationalbank entschied sich für die Noten von Ernst & Ursula Hiestand, die Entwürfe von Roger und Elisabeth Pfund wurden für die Gestaltung der Reserveserie der Banknoten berücksichtigt (so genannte siebte Emission). 1972 wurden die Entwürfe für neue Banknoten der Schweizerischen Nationalbank auf der Documenta 5 in Kassel in der Abteilung Parallele Bildwelten: Gesellschaftliche Ikonographie gezeigt.

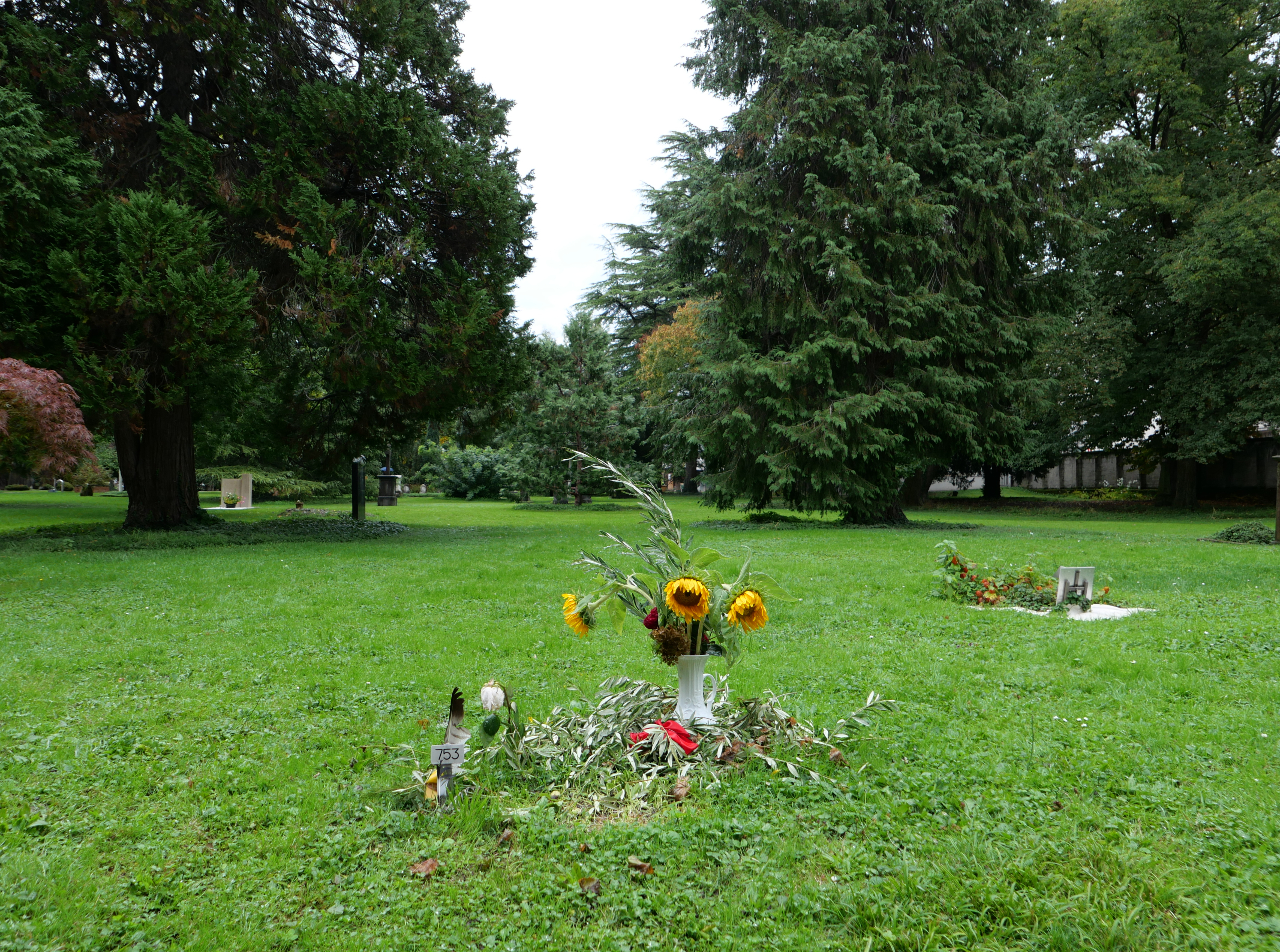
Das Grab im Jahr 2024

Roger Pfund entwarf auch weitere Banknotenserien, etwa die letzte Banknotenserie Frankreichs mit dem «Kleinen Prinzen» von Antoine de Saint-Exupéry, die argentinische Banknote mit dem Portrait von Evita Peron und die aktuelle Banknotenserie der Komoren. Ferner war er einer von 29 Künstlern, die zusammen mit Robert Kalina einen Entwurf zum Euro eingereicht hatten.
Ausserdem gestaltete Pfund den neuen Schweizer Reisepass, der seit 2003 im Umlauf ist. Im Jahre 2016 musste er sein Atelier mit sieben Mitarbeitern schliessen, doch arbeitete er selbstständig weiter.
Roger Pfund war Mitglied der Alliance Graphique Internationale AGI. Er war ausserdem als Maler, künstlerischer Grafiker, Fotograf und Illustrator tätig. Des Weiteren betätigte er sich als Jazzmusiker, als Bassist zu hören bei Aufnahmen von Jürg Lenggenhager (Fase Kran – Spontane Kongruenz) und dessen Quartett The Free Sounds.
Er lebte in der Lenk im Simmental.
Pfund wurde auf dem Cimetière des Rois begraben, der als Panthéon von Genf gilt, da dortige Bestattungen nur herausragenden Persönlichkeiten vorbehalten sind.

## Ausstellungen
- 2008: Today Art Museum, Peking[5]

- 2015: Roger Pfund: Dimension absurde, Museum Wiesbaden.[6]